# Stoß (Bergbau)
Als Stoß bezeichnet man im Bergbau die jeweils senkrecht (auch schräg) stehende Wand. Dabei handelt es sich entweder um die seitliche Begrenzungsfläche eines Grubenbaues oder um eine seitliche Angriffsfläche für die Gewinnung von Rohstoffen. Ebenso bezeichnet man einen schmalen Lagerstättenstreifen als Stoß, nach dem bei der stoßartigen Bauweise der Abbau betrieben wird.

## Grundlagen und Allgemeines
Der Begriff Stoß wird im Bergbau in mehrfacher Hinsicht verwendet. So bezeichneten früher die Bergleute in Schächten die beiden kürzeren Seiten als kurze Stöße. Im Gegenzug dazu wurden die beiden längeren Seiten des Schachtes als lange Stöße bezeichnet. Später bezeichneten die Bergleute bei allen Grubenbauen die Stelle, wo sie aufhörten, das Gebirge mittels Schrämen zu bearbeiten, als Stoß. Danach wurde der Begriff auch als Bezeichnung für die Markscheide verwendet, denn dort endete jegliche bergmännische Bearbeitung des Gebirges. War der Bergmann mit der Schrämarbeit an einer Stelle des freigelegten Gebirges bis zu diesem festgelegten Endpunkt vorgedrungen, so wurde nur noch die gesamte zu bearbeitende Fläche gleichmäßig bis zu diesem Endpunkt bearbeitet. Der Bergmann nannte dieses den Stoß halten.

## Weitere Bezeichnungen
Durch Hinzufügung des jeweiligen Grubenbaues lässt sich die Bezeichnung des Stoßes noch weiter präzisieren. Beispiele hierfür sind der Schachtstoß und der Streckenstoß. Aber auch die jeweiligen seitlichen Angriffsflächen beim Abbau mit treppenförmigen Absätzen, wie z. B. beim Firstenbau, werden als Stöße bezeichnet. Die Bezeichnung der jeweiligen Abbaustöße hängt davon ab, welches Abbauverfahren angewendet wird. Beim Firstenbau bezeichnet man beispielsweise den Abbaustoß als Firstenstoß. Den Abbaustoß beim Strebbau bezeichnet der Bergmann als Strebstoß. Die Wandung von Bohrlöchern bezeichnet man im Bergbau als Bohrlochstoß. Bei tonnlägigen Schächten wird die obere Seitenfläche als Hangendstoß und die untere Seitenfläche als Liegendstoß bezeichnet.